# Гамалеро
Гамалеро (итал. Gamalero) је насеље у Италији у округу Алесандрија, региону Пијемонт.
Према процени из 2011. у насељу је живело 432 становника. Насеље се налази на надморској висини од 144 м.

## Становништво
| 1936. | 1951. | 1961. | 1971. | 1981. | 1991. | 2001. | 2011. |
| ----- | ----- | ----- | ----- | ----- | ----- | ----- | ----- |
| 1.386 | 1.291 | 1.183 | 898   | 793   | 779   | 778   | 847   |